# Gumosztnik
Gumosztnik (bułg. Гумощник) – niskogórska wieś w północnej Bułgarii, w obwodzie Łowecz, w gminie Trojan. Święty sobór we wsi odbywa się corocznie 24 maja.
Do zabytków zalicza się:
- pomnik poległych w walce z Tatarami
- świątynia św. Mikołaja